# Бекет (фильм)
«Бекет» (англ. Becket) — историческая драма режиссёра Питера Гленвилла, вышедшая в 1964 году. Экранизация пьесы Жана Ануя «Бекет, или Честь Божья».

## Сюжет
В прологе фильма мы видим короля Генриха II, пришедшего поклониться могиле архиепископа Томаса Бекета. Перед могилой король снимает корону, мантию и даже рубашку, а затем становится на колени перед саркофагом архиепископа… Оставшись один, король начинает мысленный диалог со своим старинным другом и врагом Томасом Бекетом…
Сюжет возвращает зрителя на 20 лет назад, в 1154 год, когда Генрих Плантагенет вступает на английский престол. Генрих, властолюбивый и пылкий, с одинаковой страстью предаётся развлечениям и государственным делам. Его наперсником и помощником во всём становится Томас Бекет. Скромное происхождение он компенсирует умом, находчивостью и преданностью. За это Генрих сначала возводит его во дворянство, затем даёт звание рыцаря, а в итоге назначает его канцлером Англии и хранителем государственной печати (англ.)… Это возвышение вызывает ревность у придворных-нормандцев. Но хитрый и своевольный король справедливо полагает, что саксонец Бекет будет всецело предан только его интересам. Потрясённый высокой честью, Томас клянётся в вечной верности королю.
Первое испытание для Бекета — поддержка короля в борьбе за право облагать налогами земли церкви. Архиепископ Кентерберийский и другие церковные иерархи яростно сопротивляются этому решению, но Генрих планирует войну с французским королём, и ему нужно платить швейцарским наёмникам, поэтому он намерен добиться своего. Бекет помогает своему господину, хотя испытывает уважение к стойкости архиепископа.
Затем Бекет снова доказывает свою преданность Генриху, отказавшись от женщины, которую любит — сакски Гвендолин, которую король ради забавы хочет сделать своей очередной наложницей. Однако Гвендолин предпочитает смерть ласкам Генриха. Бекет старается заглушить боль. Тем более, что после смерти Гвендолин у него никого не остаётся, кроме короля: его ненавидит нормандская аристократия, а саксы считают предателем.
Вместе с королём Бекет отправляется во Францию и добивается наиболее выгодного для короля окончания боевых действий.
На театр войны приходит известие о том, что архиепископ Кентерберийский скончался, и Генрих решает назначить новым архиепископом Томаса Бекета, не являющегося священником, но не снимая с него должности канцлера. Бекет подчиняется. При этом он намерен добросовестно исполнять свои обязанности как деятель церкви, а перед принятием сана раздаёт всё свое имущество.
Вскоре Бекет сталкивается с невозможностью служить одновременно двум господам — церкви и Генриху. Он возвращает королю перстень канцлера, оставляя себе лишь перстень архиепископа… Генрих воспринимает это как предательство. Король решает сломить Бекета, для чего предпринимает ряд интриг, которые Бекет обходит благодаря своей принципиальности и твёрдости. Бекет бежит в Рим, по решению Папы Римского отправляется в затворничество во французское аббатство Сен-Мартен, откуда его вызволяет король Франции и устраивает его встречу с Генрихом II. Бекет и Генрих II обсуждают условия возвращения Бекета в Англию и король позволяет ему вернуться. 
Перед Генрихом, разрывающимся между восхищением и гневом, всё яснее становится необходимость физического устранения Томаса, приобретающего большую популярность. Генрих, тщеславный и эгоистичный, только кажется легкомысленным — на деле же он твёрдо следует принципу усиления своей власти, поэтому не может позволить, чтобы в его владениях кто-либо шёл против него. Но и отдать прямой приказ король не в силах. Однако находятся доброхоты, желающие угодить королю и с готовностью подхватывающие слова Генриха, брошенные в минуту раздражения: «Неужели никто не избавит меня от этого невыносимого попа?» Несколько рыцарей из окружения короля воспринимают это как руководство к действию и отправляются в Кентербери, где убивают Бекета прямо в соборе 29 января 1170 года. Со словами «бедный Генрих» Бекет испускает дух.
Пройдя бичевание и церковное покаяние, Генрих II объявляет собравшейся около Кентерберийского собора толпе, что получил известие из Рима о канонизации Бекета — народ встречает это известие радостным криком. Также Генрих объявляет своим изумлённым приближённым о намерении покарать убийц архиепископа. Затем король возвращается к надгробию своего друга и врага и произносит: «Честь божья — восстановлена, Томас».

## В ролях
| Актёр                 | Роль                         |
| --------------------- | ---------------------------- |
| Ричард Бёртон         | Томас Бекет                  |
| Питер О’Тул           | король Генрих II             |
| Джон Гилгуд           | король Людовик VII           |
| Джино Черви           | кардинал Дзамбелли           |
| Паоло Стоппа          | папа Александр III           |
| Дональд Вулфит        | епископ Жильбер Фолио        |
| Дэвид Уэстон          | брат Джон                    |
| Мартита Хант          | королева Матильда            |
| Памела Браун          | Алиенора Аквитанская         |
| Шан Филлипс           | Гвендолен                    |
| Дженнифер Хилари      | дочь крестьянина             |
| Джон Молдер-Браун     | Мальчик (не указан в титрах) |
| Вероник Венделл (фр.) | француженка                  |

## Съёмочный процесс
Фильм снимался в замках Алник и Бамборо и на пляже Бамберга (англ.) в Нортамберленде, Англия.

## Награды и номинации
- 1964 — премия Национального совета кинокритиков США за лучший фильм.
- 1964 — премия Британского общества кинооператоров (Джеффри Ансуорт).
- 1965 — премия «Оскар» за лучший адаптированный сценарий (Эдвард Анхолт), а также 11 других номинаций: лучший фильм (Хэл Уоллис), лучший режиссёр (Питер Гленвилл), лучший актёр (Ричард Бёртон и Питер О’Тул), лучший актёр второго плана (Джон Гилгуд), лучшая операторская работа в цветном фильме (Джеффри Ансуорт), лучший монтаж (Энн Коутс), лучшая оригинальная музыка (Лоуренс Розенталь), лучшая работа художников и декораторов в цветном фильме (Джон Брайан, Морис Картер, Патрик Маклафлин, Роберт Картрайт), лучшие костюмы в цветном фильме (Маргарет Фёрс), лучший звук (Джон Кокс).
- 1965 — 3 премии BAFTA: лучшая операторская работа в цветном британском фильме (Джеффри Ансуорт), лучшая работа художника в цветном британском фильме (Джон Брайан), лучшие костюмы в цветном британском фильме (Маргарет Фёрс); а также 4 номинации: лучший фильм, лучший британский фильм, лучший британский сценарий (Эдвард Анхолт), лучший британский актёр (Питер О’Тул).
- 1965 — 2 премии «Золотой глобус» за лучший фильм-драму и за лучшую мужскую роль в драме (Питер О’Тул), а также 3 номинации: лучший режиссёр (Питер Гленвилл), лучшая мужская роль в драме (Ричард Бёртон) и лучшая оригинальная музыка (Лоуренс Розенталь).
- 1965 — премия Гильдии сценаристов США за лучшую американскую драму (Эдвард Анхолт).
- 1965 — номинация на премию Гильдии режиссёров США за лучшую режиссуру — Художественный фильм (Питер Гленвилл).